# 贝尔兰 (摩泽尔省)
贝尔兰（法語：Berling，法語發音：[bɛʁlɛ̃]）是法国摩泽尔省的一个市镇，属于萨尔堡-萨兰堡区。

## 地理
贝尔兰（48°48'3"N, 7°14'30"E）面积3.15 平方千米，位于法国大東部大區摩泽尔省，该省份为法国东北部内陆省份，是洛林的一部分，西南接默尔特-摩泽尔省，东临下莱茵省，北与卢森堡和德国接壤。
与贝尔兰接壤的市镇（或旧市镇、城区）包括：昂格维莱、韦斯尚、维尔斯贝格、普法尔兹韦埃。

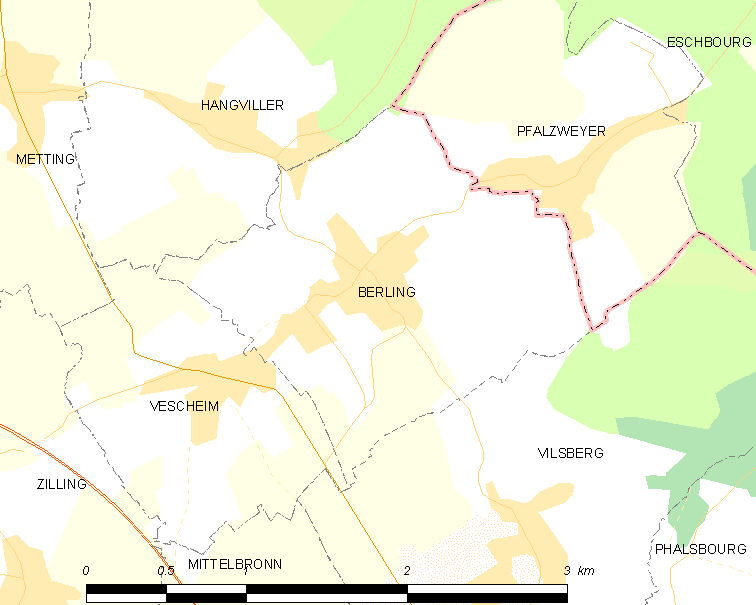
的OSM定位图

贝尔兰的时区为UTC+01:00、UTC+02:00（夏令时）。

## 行政
贝尔兰的邮政编码为57370，INSEE市镇编码为57064。

## 政治
贝尔兰所属的省级选区为法尔斯堡县。

## 人口

1962-2008年间人口变化图示

贝尔兰于2022年1月1日时的人口数量为295人。